# Rennstall
Rennstall steht für organisatorische Einheiten, die im Sport zusammen an Rennen teilnehmen.
Der Begriff stammt ursprünglich aus dem Pferderennsport. Dort besteht ein Rennstall unter anderem aus Besitzer, Trainer, Jockey, Pferdepflegern, Pferden und Ställen in der Nähe einer Pferderennbahn.
Er wird heute auch im Motorsport verwendet, wo er Besitzer, Rennleiter, Renningenieur, Rennmechaniker, Fahrer und Fahrzeug umfasst.
Im Straßenradsport wird der Begriff im deutschen Sprachraum zum Teil synonym für Radsportteams verwendet und steht insbesondere für Teambetreiber, Manager, Sportliche Leiter, Fahrer, Soigneure und Mechaniker.